# Grand Hotel des Bains

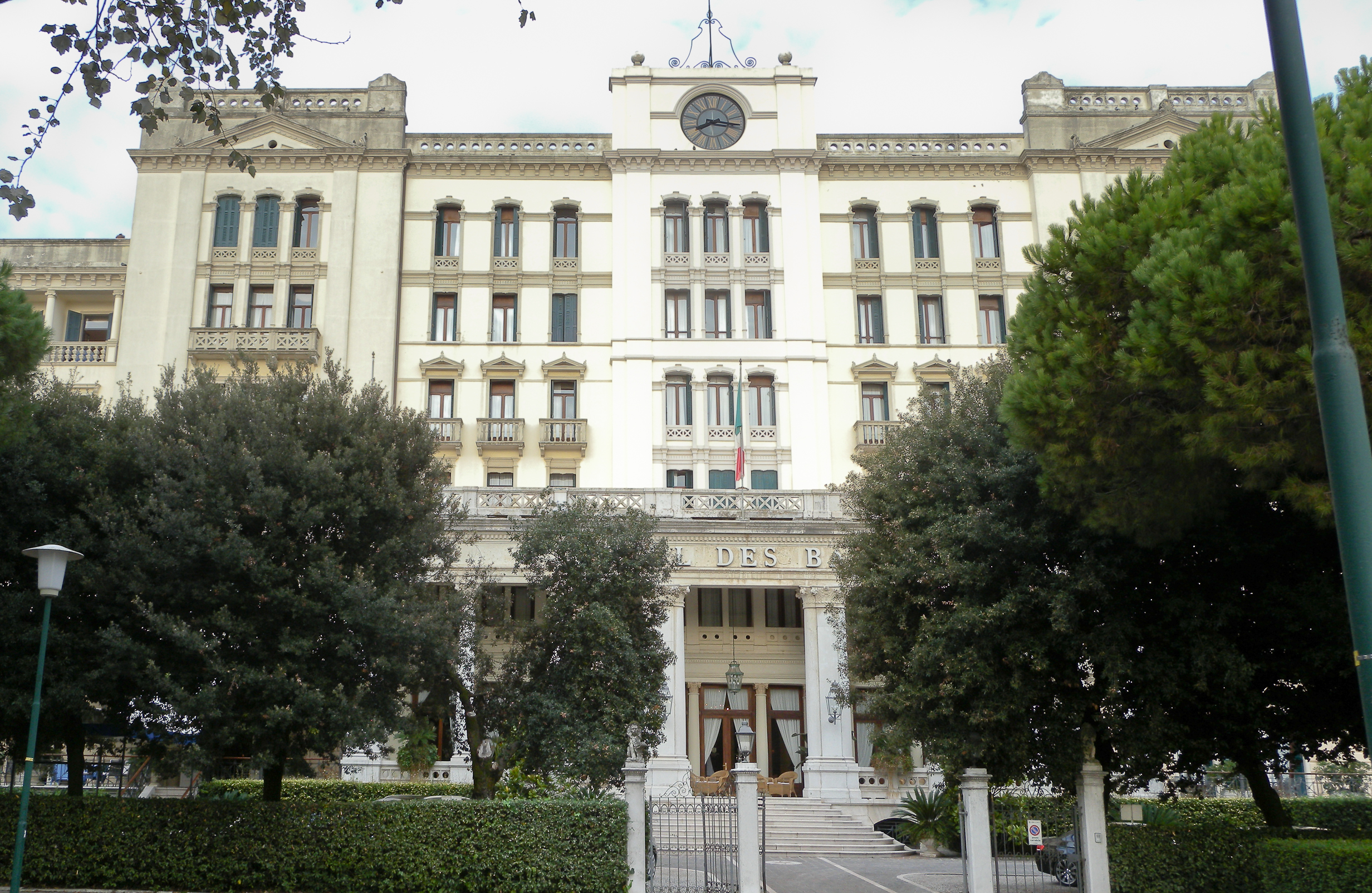
Hotel des Bains no Lido de Veneza

O Grand Hotel des Bains é um antigo hotel de luxo no Lido de Veneza, no norte da Itália. Construído em 1900 para atrair turistas ricos, é lembrado, entre outras coisas, pela estada de Thomas Mann lá em 1911, que inspirou a sua novela Morte em Veneza. O filme da novela de Luchino Visconti foi rodado lá em 1971.
Sergei Diaghilev morreu no hotel em 1929. Ao longo dos anos, o hotel foi usado por estrelas de cinema durante o Festival de Cinema de Veneza. No filme de 1996, O Paciente Inglês, o local foi usado para retratar o Shepheard's Hotel no Cairo.
Em 2010, o hotel foi fechado para uma conversão planeada para um complexo de apartamentos de condomínio de luxo, o Residenze des Bains. Em novembro de 2019, o edifício ainda aguardava reforma. Uma grande cerca o rodeia, com um guarda.